# Fritz Quilling
Johann Friedrich Georg Quilling (kurz Fritz Quilling, * 14. Oktober 1867 in Darmstadt; † Januar 1927) war ein deutscher Provinzialrömischer Archäologe. Seine Forschungsschwerpunkte lagen auf dem Bereich der antiken Skulptur und der Numismatik.

## Leben
Geboren in Darmstadt als Sohn des Eisenbahndirektors Konrad Quilling und der Margarethe Quilling, geborener Krausser, zog er noch in seiner Kindheit mit seinen Eltern nach Frankfurt am Main und besuchte dort das Lessing-Gymnasium. Nach dem Abitur begann er 1886 das Studium der Klassischen Archäologie, Philologie und Kunstgeschichte an der Universität Bonn und der Universität Heidelberg, das er 1891 abschloss. Anschließend war er als „Hilfsarbeiter“ an der Stadtbibliothek Frankfurt am Main tätig und betrieb gleichzeitig nebenberuflich archäologische Forschungen. Diese führten 1893 zu einer Arbeit über die römischen Münzen aus Höchst, Nied und Umgebung sowie 1895 zu seiner Promotion an der Universität Heidelberg, vermutlich bei Friedrich von Duhn. Als Dissertation reichte er wahrscheinlich eine Arbeit über eine Statue der Vatikanischen Museen ein, die 1898 unter dem Titel „Penelope – Aidos. Eine archäologische Hypothese“ im Druck erschien. 1894 heiratete Quilling Antonie Schröder, mit der er einen Sohn namens Heinrich hatte. Nach einer Scheidung schloss er später eine zweite Ehe mit Maria Margarete Schmitt.
Als promovierter Archäologe nahm Quilling 1896 eine Stelle an der archäologischen Abteilung des Historischen Museums Frankfurt an, der Vorläuferin des heutigen Archäologischen Museums Frankfurt, allerdings nur als „wissenschaftlicher Hilfsarbeiter“. Dennoch entfaltete er in dieser Zeit eine intensive Forschungstätigkeit, die unter anderem zu drei Monographien führte. Hauptsächlich befasste er sich mit den Beständen antiker Kunst im Museum sowie mit den antiken Münzfunden der Region. 1901/1902 leitete er die ausgedehnten Ausgrabungen im sogenannten „Praunheimer Gräberfeld“ westlich der römischen Stadt Nida (heute Frankfurt-Heddernheim). 1902 wechselte er auf eine feste und besser bezahlte Stelle als Direktionssekretär an der Königlichen Zeichenakademie Hanau, die er bis 1911 innehatte. Dort übernahm er neben Verwaltungsaufgaben auch Tätigkeiten als Dozent für Kunstgeschichte, als Bibliothekar sowie in der Öffentlichkeitsarbeit und übernahm kurzzeitig auch die kommissarische Leitung der Akademie. Neben dieser Arbeit war er jedoch weiterhin archäologisch tätig, vor allem als Numismatiker der laufenden Grabungen an den Limeskastellen des Taunus und hier speziell am Kastell Saalburg, wo unter Louis und Heinrich Jacobi umfangreiche Arbeiten stattfanden. Auch an der Einrichtung des neu gegründeten Saalburgmuseums war er neben seiner Hanauer Berufstätigkeit beteiligt.
Nach internen Konflikten verließ Quilling 1911 die Königliche Zeichenakademie und erhielt schließlich zum September 1912 eine Stelle am Saalburgmuseum, wo er aufgrund der knappen Geldmittel jedoch nur als „außerordentlicher Hilfsarbeiter“ unter Vertrag stand. Wie bereits bei seiner nebenberuflichen Tätigkeit in den Jahren zuvor war er nun hauptsächlich als Numismatiker, Bibliothekar und bei der Gestaltung der Ausstellungen aktiv. Während seiner Beschäftigung war er der einzige studierte und promovierte Archäologe der Einrichtung. Aufgrund seiner schwachen Gesundheit wurde Fritz Quilling nach Ausbruch des Ersten Weltkriegs nicht zum Wehrdienst eingezogen; gleichzeitig verhinderte der Kriegsbeginn vermutlich die Einrichtung einer festen Anstellung für ihn an der Saalburg. Ab 1916 kam es zu wiederholten Ausbrüchen einer langwierigen Krankheit, die vermutlich durch Überarbeitung hervorgerufen wurde und zu phasenweiser Arbeitsunfähigkeit führte. Aufgrund der schwierigen finanziellen Lage nach Kriegsende und der Einstellung der Grabungstätigkeiten am Kastell wurde Quilling 1920 im Alter von 52 Jahren entlassen. In den folgenden Jahren gelang es ihm nicht, eine neue Stelle zu finden. Seine daraus resultierende persönliche und finanzielle Notlage hielt bis zu seinem plötzlichen Tod 1927 an. Seine zweite Frau Maria Margarete überlebte ihn.

## Schriften
Vollständigeres Schriftenverzeichnis bei Dietwulf Baatz: Dr. Fritz Quilling (1867–1927). Wissenschaftlicher Mitarbeiter aus der Gründungszeit des Saalburgmuseums. In: Saalburg-Jahrbuch. Band 58, 2014, S. 105–109, hier S. 108 f.
- Die in Höchst, Nied und Umgebung gefundenen antiken Münzen. In: Archiv für Frankfurts Geschichte und Kunst. Dritte Folge, Band 3, 1893, S. 347–367.
- mit H. Traut: Katalog der permanenten Ausstellung. Stadtbibliothek zu Frankfurt a.M. Fey, Frankfurt am Main 1894.
- Zwei Gesamtfunde römischer Münzen aus Heddernheim im Museum zu Wiesbaden. In: Nassauische Annalen. Band 28, 1896, S. 245–286.
- Fränkisches Gräberfeld in Sindlingen a. M. In: Nassauische Annalen. Band 29, 1897/1898, S. 5–60.
- Penelope – Aidos. Eine archäologische Hypothese. Selbstverlag, Frankfurt am Main 1898.
- Die Sammlungen des Städt. Histor. Museums zu Frankfurt a. M. Band 1: Abt. Völkerkunde. Eigenverlag, Frankfurt am Main 1899; 2. Auflage 1902.
- Die antiken Münzen aus Heddernheim-Praunheim und Umgebung. In: Mittheilungen über römische Funde in Heddernheim. Band 3, Keller, Frankfurt am Main 1900, S. 1–89.
- Führer durch das Städtische Historische Museum zu Frankfurt am Main. Kern & Birner, Frankfurt am Main 1900; 2. Auflage 1902; 3. Auflage 1903.
- Die Nauheimer Funde der Hallstatt- und Latènezeit in den Museen zu Frankfurt a.M. und Darmstadt. Schirrer & Mahlau, Frankfurt am Main 1903 (Digitalisat).
- Drucksachen-Ausstellung Hanau 1903, Kgl. Zeichenakademie. Döring & Huning, Hanau 1903.
- Die Sammlungen des Städt. Histor. Museums zu Frankfurt a. M. Band 2, Kern & Birner, Frankfurt am Main 1904.
- Bücher und Vorlagen. Sammlungen der Kgl. Zeichenakademie in Hanau 1894–1905. Döring & Huning, Hanau 1905.
- Die Juppitersäule des Samus und Severus und ihre Nachbildung nahe der Saalburg. Engelmann, Leipzig 1918.
- Die Juppiter-Votivsäule der Mainzer Canabarii. Eine neue Erklärung des Bilderschmucks. Selbstverlag, Frankfurt am Main 1919.
- Minotaurus. Der Veredarierstein im Saalburgmuseum. Engelmann, Leipzig 1919.
- Die Nero-Säule des Samus und Severus. Nachtrag. Engelmann, Leipzig 1919.